# Tribunal Permanent dels Pobles
El Tribunal Permanent dels Pobles (TPP) és un tribunal internacional d'opinió fundat a la ciutat italiana de Bolonya el 24 de juny de 1979 per iniciativa del senador i advocat Lelio Basso.

## Història
El Tribunal Permanent dels Pobles neix formalment a Bolonya el 1979 com una continuació directa de l'experiència del Tribunal Russell a fi de denunciar els crims comesos per les dictadures militars de l'Amèrica Llatina. Mitjançant la voluntat del poble i les víctimes d'Amèrica Llatina, el caràcter ocasional del Tribunal Russell es va transformar en un fòrum permanent de denúncia per a les comunitats que experimentessin l'absència i la impotència del dret internacional. Per tant, el TPP és una iniciativa formulada des de baix i com a conseqüència de la necessitat de crear una eina de recerca i anàlisi independent per al desenvolupament cognitiu, cultural i doctrinal necessari per a iniciar el procés d'alliberament i justícia dels pobles. El treball del TPP es distingeix pel caràcter subsidiari. Com el Tribunal Russell, l'existència del TPP es deu, fins i tot avui dia, a l'absència d'un tribunal internacional competent per a pronunciar-se sobre les al·legacions i les vindicacions d'individus concebuts en la seva dimensió col·lectiva. El TPP en la seva llarga trajectòria de promoció i defensa dels drets humans, ha superat el funcionament dels tribunals nacionals i internacionals existents aconseguint alliberar la facultat de jutjament de la seva subordinació a la qüestió de la pena i facilitant-ne la vinculació a la producció de veritat històrica, de memòria i, en cert sentit, de reparació ètica i moral.
El treball del TPP es basa en els principis expressats en la Declaració Universal dels Drets Dels Pobles, proclamada a Alger el 1976, i en els principals instruments internacionals de protecció dels drets humans. El context històric i geogràfic de la Declaració, més coneguda com la Carta d'Alger, vincula clarament els principis generals de la Declaració per les lluites d'alliberament nacional que la Resolució 1514 (XV) de les Nacions Unides del 14 de desembre de 1960 ja havia posat sota la protecció del dret internacional, amb l'entesa que el dret a la lliure determinació no podia afirmar-se com a complert i no implicava només la fase política de la descolonització.
L'amplitud del concepte d'autodeterminació expressada a la Carta d'Alger ha de relacionar-se amb el context i el principi de «llibertat» no limitat a un temps i lloc determinats i tenint, en aquest cas, no un subjecte individual sinó col·lectiu, precisament, el poble. A la Carta d'Alger i, per tant, al Tribunal Permanent dels Pobles, el principi d'autodeterminació serveix com a suport jurídic i indicador d'objectius de les lluites dels pobles la sobirania dels quals està en risc per les forces externes i internes que el TPP ha documentat des de 1979. Com passa amb el principi de l'autodeterminació, el concepte de poble a la Carta d'Alger no és únic, sinó més aviat presenta un significat contextual o polític que la Declaració no circumscriu a una definició estricta, preferint confiar en la lliure interpretació dels qui de tant en tant, al llarg dels anys, han fet ús dels seus principis. Els pobles, segons la Carta, són subjectes col·lectius rellevants però marginats per un dret dissenyat només per als Estats, com a destinataris de drets que integren les dimensions individuals i col·lectives en un sol ordenament jurídic al servei tant d'individus com de pobles.
Els pobles de la història del TPP pertanyen a diferents grups humans amb diferents necessitats, aspiracions i tragèdies reals, que controlen la materialitat i la força vinculant d'un dret internacional que continua essent fràgil i que acaba essent inversament selectiu, denunciant i castigant els que tenen menys poder i impedint d'actuar en el cas dels poders hegemònics a nivell internacional. El pensament original del Tribunal Russell i el TPP rau en la consciència que el reconeixement formal dels principis i drets és el punt de partida d'un procés d'alliberament on les identitats col·lectives, que anomenem «pobles», són els principals actors. Aquest procés requereix de la demanda col·lectiva permanent per la viabilitat i aplicabilitat dels principis esmentats, reconeguts en nombrosos instruments del dret internacional.

## Estructura
El Tribunal està compost per un president, quatre vicepresidents i un secretari general. Els seus membres internacionals són experts reconeguts de diverses disciplines com el dret, l'economia, la sociologia, les arts i la literatura.

## Sessions
Des de la seva creació fins avui, el TPP ha realitzat 42 sessions sobre nombrosos casos de violacions de drets humans. La seva especificitat, expressada a l'Estatut del TPP, resideix en la investigació aplicada als casos de crims contra la pau i contra la humanitat, als casos de genocidi i als crims, encara no tipificats, atribuïbles a les activitats econòmiques i polítiques que institueixen la pobresa, la desigualtat i l'exclusió. És evident, de l'observació del desenvolupament cronològic de les reunions, que el treball del TPP està en el marc evolutiu del dret internacional. La història explicada als judicis del TPP dibuixa un mapa dels darrers d'història dels pobles i coincideix amb molts dels vincles més representatius i dels desafiaments per als pobles i el dret. En particular, donen compte d'aquelles situacions històriques invisibilitzades pels organismes internacionals, que tenen com a autors i perpetradors els Estats o altres forces (empreses transnacionals, per exemple) amb capacitat de limitar o anul·lar la intervenció dels òrgans del dret penal internacional existent .
Les sentències del TPP es basen, gairebé exclusivament, en les fonts del dret internacional vigent. Tot i això, és important recordar que moltes de les sentències del Tribunal han anat més enllà de la mera aplicació de les normes existents i han evidenciat les contradiccions o llacunes del dret, per tal d'indicar les formes d'aplicació i compromís de la llei positiva del futur.